# Extraszenzoriális percepció
Extraszenzoriális percepció (E.S.P.), azaz érzékszerveken kívüli érzékelés, amelyet hatodik érzéknek is neveznek. Ez egy általános kifejezés a normális érzékszervekkel nem elérhető eseményekről történő információszerzésre. 

## Ágai
Ide tartozik a 
- a telepátia (elmék közötti közvetlen kommunikáció),
- a tisztánlátás, clairvoyance (más helyeken történő események észlelése),
- prekogníció (jövőbelátás),
- a különleges aspektusok észlelése (pl. auraolvasás).

## Története
1917-ben J. E. Coover, a Stanford Egyetem pszichológusa volt az egyik első kutató, aki kísérleti módszereket használt a pszí-képességek laboratóriumi vizsgálatára. A pszí-kutatás új korszaka azonban csak 1927-ben indult el egy biológus, J. B. Rhine fellépésével. Rhine és munkatársai új, eredeti kísérleti eljárásokat dolgoztak ki és népszerűsítették az "ESP" és "parapszichológia" szakkifejezéseket. Rhine laboratóriuma a Duke Egyetemen (Durham, North Carolina állam) -- mely kezdetben a pszichológiai tanszék része volt—csakhamar az egész világon hírnévre tett szert, mint a tudományosan megalapozott, színvonalas pszí-kutatás úttörője. 1935-ben Rhine a Duke Egyetemen létrehozta az első független, egyetemi parapszichológiai laboratóriumot. Legismertebb kutatási programjai közül kiemelendők a speciális kártyákkal végzett ESP-vizsgálatok és a dobókockákkal végzett PK-tesztek. 1965-ben Rhine nyugdíjba vonult a Duke-ról, laboratóriumát pedig kivonta az egyetem fennhatósága alól. E laboratórium utóda, a Rhine Kutatóközpont Parapszichológiai Intézete ma is aktívan részt vesz a pszí-kutatásokban, Richard Broughton vezetésével.

## ESP vizsgálatok
Ganzfeld-vizsgálat

## ESP-vel kapcsolatos kutatások Magyarországon
- Magyar Para-Kutatási Tudományos Társaság